# Pedro de Paz
Pedro de Paz (Madrid, 26 de octubre de 1969) es un novelista español.

### Relatos
- La vida es un bar (Amargord, 2006, relato "Revenge Blues"). Antología colectiva de relatos.[cita requerida]
- La lista negra. Nuevos culpables del policial español (Salto de Página, 2009, relato "Mala suerte"). Antología colectiva de relatos.[cita requerida]
- La frontera (Pepsi - Semana Negra, 2011, relato "Hay fronteras que es preferible no atreverse a cruzar"). Antología colectiva de relatos.[cita requerida]